# Laurel Aitken
Laurel Aitken, född Lorenzo Aitken 22 april 1927 på Kuba, död 17 juli 2005 i Leicester, England, var en jamaicansk sångare och en förgrundsfigur inom skamusiken. Han kallas ofta för "The Godfather of Ska". Aitken, som utåt var skinnskalle, kallades även av skinnskallarna för "Boss Skinhead".
Laurel Aitken föddes på Kuba men flyttade till Jamaica, sin fars hemland, 1938. Han var en av de första artisterna som släppte skamusik på skiva. Han var också den första som började marknadsföra sin musik i Storbritannien och spelade därmed en stor roll i populariseringen av genren. En av hans låtar, "Rudi Got Married", hamnade på hitlistorna i England. Den låg som bäst som #60 i maj 1980.
Laurel Aitken uppträdde i stort sett fram till sin död av en hjärtattack 2005.